# Lloyd Sherr
Lloyd Sherr (født 28. februar 1956) er en amerikansk komiker og skuespiller, der er bedst kendt for sin rolle som Fillmore i Cars.